# 최덕희
최덕희(崔德喜, 1966년 7월 27일~)는 대한민국의 성우로 2003년부터 2014년까지 캐나다에 거주했다.
1986년부터 1987년까지 CBS 15기 공채 성우로 입사하여 활동하였다가 1988년 KBS 21기 공채 성우로 재데뷔하였다. 1995년부터 2000년까지 애니메이션을 위주로 활발한 활동을 보였으나 2003년 자녀 교육을 이유로 캐나다로 이민하면서 실질적으로 활동을 중단하였다. 그러다가 11년 만인 2014년 12월에 복귀를 선언했다.

## 생애

### 성우 활동
1997년 1월 SBS의 《마법소녀 리나》에서 주인공 리나 인버스 역에 발탁되며 서서히 주목을 받기 시작했고, 얼마 후인 1997년 4월 KBS의 《달의 요정 세일러문》에서 세일러문 역으로 출연하면서 폭발적인 인기를 얻게 되었다. 이후에도 《포켓몬스터》, 《명탐정 코난》, 《웨딩피치》 등을 비롯한 수많은 인기 만화에 주인공으로 출연하며 전성기를 구가하다가, 2003년 자녀 교육을 위해 캐나다로 떠나며 활동을 잠정 중단했다.

### 캐나다 이민 및 복귀
캐나다 밴쿠버로의 이주 후 2007년 7월 25일까지 캐나다 현지 한인 라디오 방송국인 라디오서울에서 《최덕희의 굿모닝 밴쿠버》라는 라디오 프로그램의 진행을 맡았다. 2014년 4월부터 6월까지 웹라디오 방송으로 《최덕희의 헬로우 밴쿠버》을 진행하였다. 2014년 7월부터 8월까지 라디오 방송 앱 '라디오벤쿠버입니다'로 《최덕희의 해피타임》을 진행하였다.
팬클럽 덕희다솜은 2014년 6월 10일에 공식 팬클럽을 다음에서 네이버로 이사를 하였고 10월 12일 팬미팅 '토크콘서트'를 개최하였다. 팬미팅에서 12년 만에 공식적으로 복귀를 선언한다고 팬들에게 직접 이야기 하였고 12월 1일부터 복귀를 발표하였다. 복귀작은 라디오 드라마이며, 12월 19일 라디오 극장 '오즈의 의류수거함' 1회 녹음으로 공식적인 성우 활동을 재개하였다.

## 주요 출연작

### TV 애니메이션
- 아이 엠 스타! (투니버스) - 티아라[2], 노엘[3]
- 아이엠 스타 온 퍼레이드! - 유메사키 티아라(티아라) ,오토시로 노엘(노엘)
- 검정 고무신 (KBS2) (1~2기) - 이기영
- 개구쟁이 데니스 (KBS2) - 마가렛
- 곰돌이 푸 (KBS2) - 루
- 공상과학세계 걸리버보이 (어린이TV) - 미스티
- 꼬꼬마 텔레토비 (KBS2) - 나나
- 꼬마공룡 딩크 (SBS) - 샤일러
- 꼬비꼬비 (KBS)
- 낚시왕 강바다 (MBC) - 강바다
- 내 친구 팅구 (SBS) - 메롱이
- 네모네모 스펀지 송 (EBS1) - 파다
- 노디야 놀자 (EBS1) - 곱슬이, 멋쟁이 아가씨
- 달의 요정 세일러문 (KBS) - 세라(츠키노 우사기)/ 세일러 문 / 네오 퀸 세레니티
- 디지몬 유니버스 어플리 몬스터즈 (재능TV) - 아구몬
- 란마 1/2 - 남궁 란마(사오토메 란마)(여)(VIDEO판)
- 절대무적 라이징오 (1993년 VIDEO판) - 선생님
- 러브히나 (애니원) - 나루
- 로보짱 큐빅스 (KBS2) - 유리
- 마녀들이 사는 법 (EBS1) - 자리나
- 마법소녀 리나 (SBS) - 리나 인버스
  - 마법소녀 리나 TRY (SBS) - 리나 인버스
  - 마법소녀 리나 Next (SBS) - 리나 인버스
- 명탐정 코난 (KBS2) - 코난※1대
- 라푼젤 시리즈 (디즈니 채널) - 아리아나 여왕
- 미키마우스 뒤죽박죽 모험 (디즈니 주니어) - 데이지 덕 (2020년경 부터)
- 3인의 기사 (디즈니+) - 데이지 덕 / 에이프릴
- 배트맨 (SBS)
- 베르사유의 장미 (KBS2) - 쟌느
- 비밀일기 (KBS2) - 윤선(미야자와 유키노)
- 사랑의 천사 웨딩피치 (SBS, 투니버스) - 피치
  - 웨딩피치 DX (투니버스) - 피치
- 세계명작동화 (EBS1) - '구두장이 한스와 요정 친구들'편 요정 쉘비, '헤라클레스'편 아리아나 공주, '수링의 전설'편 수링
- 슈퍼맨 (SBS) - 로이스
- 스피드왕 번개 (SBS) - 강번개
- 슬램덩크 - 이한나
- 악동클럽 (EBS1) - 리지
- 알프스의 장미 (KBS) - 알리샤
- 얀손 아저씨의 행복한 오두막집 (EBS1) - 욤욤
- 천공의 에스카플로네 (SBS) - 마리 에버하트(칸자키 히토미)
- 올림포스 가디언 (SBS) - 아프로디테 ※초반부
- 요술공주 밍키 (SBS) - 루삐삐, 프로라
- 요술공주 샐리 (투니버스) - 뽀롱이
- 욕심쟁이 오리아저씨 (KBS2) - 웨비
- 유적탐험대 팜&일 (투니버스) - 일
- 잠의 요정 나일러스 (EBS1) - 론다
- 정글 모험왕 (KBS) - 루이
- 지구 소녀 아르주나 (애니원) - 아르주나
- 채채퐁 김치퐁 (KBS2) - 토치
- 체포하겠어! (투니버스) - 민호영(코바야카와 미유키)
- 춤추는 빅베어 (SBS) - 오조
- 큐빅스 (SBS) - 유리
- 크러시기어 (KBS2) - 강철
- 태권왕 강태풍 (KBS2) - 태사녀
- 태양의 기사 피코 (KBS2) - 피코
- 터닝메카드 NEW (KBS2) - 이브
- 토드와 코퍼 (MOVIE) - 빅시
- 트랙시티 (SBS) - 담비
- 포켓몬스터 (SBS) - 한지우 (초대)[4]
- 파워 퍼프 걸 (SBS) - 블로섬
- 쥬라기 원시전 (MBC) - 니우
- 동물수비대 딩키다이스 (어린이TV)
- 무한의 리바이어스 (애니원) - 유이리
- 스크라이드 (애니원) - 정미리
- 오거스 (투니버스) - 린지
- 더티페어 FLASH (투니버스) - 케이
- 헬로 카봇 젬 (SBS) - 윙버드

### 극장용 애니메이션
- 개미 (MOVIE) - 아즈테카
- 공룡시대 (SBS) - 리틀풋
- 센과 치히로의 행방불명 (애니원) - 센 / 치히로
- 아기공룡 둘리 - 얼음별 대모험 (KBS) - 도우너
- 드래곤 볼 - 손오반
- 이웃집 토토로 (애니원) - 사츠키
- 아틀란티스: 잃어버린 제국 - 오드리
- 극장판 천공의 에스카 플로네 (투니버스) - 마리 에버하트
- 철인사천왕 (SBS) - 연수
- 헝그리 베스트 5 (KBS) - 채유미
- 프린스 앤 프린세스 (KBS)
- 백조공주 - 오데트 공주
- 토드와 쿠퍼 - 빅시
- 푸른 골짜기 - 크리스타
- 어린 왕자 - 엄마

복귀 후
- 극장판 포켓몬스터: 물의 도시의 수호신 라티아스와 라티오스 (올레 TV) - 잔느 2015.04.30
- 발레리나 - 오데뜨
- 원더랜드 - 엄마

### 외화

#### 드라마
- 사브리나 (KBS) - 사브리나(중반) (멀리사 조앤 하트)
- 아카풀코 해변수사대 (SBS) - 크리시 (홀리 플로리아)
- 칠협오의 (SBS) - 아민
- 트윈 픽스 (KBS) - 셜리 존슨 (매드첸 아믹)

#### 영화
- 007 썬더볼 작전 (KBS) - 도미노 (클로딘 오거)
- 007 유어 아이스 온리 (MBC) - 멜리나 헤브룩(캐롤 부케)
- 고인돌가족 플린스톤 (KBS)
- 구름 속의 산책 (SBS) - 빅토리아 (아이타나 산체스 지온)
- 그들만의 리그 (KBS) - 베티 혼(트레이시 레이너/베티 밀러) / 말라 후치(메간 카바나/패트리샤 윌슨)
- 그랑 블루 (KBS) - 조애나 (로재나 아켓) / 어린 작크(브루스 게러 버텔롯)
- 글레디에이터 (KBS) - 돈
- 금지옥엽 (KBS) - 임자영 (원영의)
- 네이비 실 (MBC) - 클레어 (조앤 웰리)
- 뉴욕 뉴욕 (KBS) - 프랜신 (라이자 미넬리)
- 닌자 거북이 3 (SBS) - 에이프릴 (페이지 터코)
- 당신이 잠든 사이에 (MBC) - 루시 (샌드라 불럭)
- 대부 3 (KBS) - 메리 (소피아 코폴라)
- 더티 댄싱 (SBS) - 베이비 (제니퍼 그레이)
- 딜리버리 (KBS) - 룰루 (오렐리 메리엘)
- 딥 임팩트 (MBC) - 제니 러너 (테아 레오니)
- 도브 (SBS) - 케이트 (헬레나 보넘 카터)
- 동성서취 (KBS) - 황후(엽옥경)
- 라스트 콘서트 (KBS) - 스텔라(파멜라 빌로레시)
- 러시아워 2 (SBS) - 후 리(장쯔이)
- 로스트 인 스페이스 (MBC) - 주디 (헤더 그레이엄)
- 마지막 카운트다운 (KBS) - 줄리
- 맥멀른가의 형제들 (KBS) - 레슬리 (제니퍼 조스틴)
- 머니 핏 (KBS) - 애나 (쉘리 롱)
- 머큐리 (KBS)
- 메이드 인 아메리카 (KBS) - 조라 메춘 (니아 롱)
- 못 말리는 첩보원 (KBS) - 로리 (조앤 웰리)
- 바이 바이 러브 (KBS) - 루실 (저닌 거로펄로)
- 배트맨 포에버(KBS) - 슈가(드루 배리모어)
- 백발마녀전 (KBS)
- 빨간 모자 요술 소녀 (KBS) - 리넷 (아멜리아 샨클리)
- 비틀쥬스 (MBC) - 바바라(지나 데이비스)
- 사강의 요새 (KBS) - 마들렌 (소피 마르소)
- 사이코 4 (KBS)
- 세븐 (KBS) - 트레이시 밀스 (귀네스 팰트로)
- 성룡의 CIA (SBS) - 크리스틴 (미셸 페레)
- 성룡의 시티헌터 (SBS) - 혜향(왕조현)
- 스트리트 나이트 (SBS) - 레베카(제니퍼 가티)
- 스크림 3 (SBS) - 시드니 프레스콧 (니브 캠벨)
- 승리의 탈출 (SBS)
- 시네마 천국 (KBS) - 어린 토토 (살바토레 카스치오)
- 시스터 액트 (KBS, SBS) - 패트릭 수녀 (캐시 나지미) / 빈스의 부인(토니 칼렘) / 선생님(로이스 디 밴지)
- 신용문객잔 (KBS) - 모언 (임청하)
- 심플 플랜 (KBS) - 사라 (브리짓 폰다)
- 십계 (KBS) - 모세의 아들(토미 듀란) / 미리암(올리브 디어링)
- 수퍼 소닉 3 -  매디 와코우스키(티카 섬프터)
- 아이가 커졌어요 (KBS)
- 애들이 줄었어요 (KBS) - 에이미 스잘린스키 (에이미 오닐)
- 앱솔루트 파워 (SBS) - 케이트 (로라 리니)
- 에드 우드 (KBS) - 캐시 오하라 (퍼트리샤 아켓)
- 예스마담 (SBS)
- 용서받지 못한 자 (KBS) - 써니(쉐인 메이어) / 수(타라 프레더릭)
- 용적심 (SBS)
- 우리들의 좋은 형사 (KBS)
- 워터월드 (SBS) - 아놀라 (티나 마조리노)
- 위대한 사랑 (SBS) - 에드위나 (켈리 루더포드)
- 의뢰인 (KBS) - 다이앤 (메리루이즈 파커)
- 의천도룡기 (KBS) - 소조(구숙정)
- 이유없는 반항 (KBS) - 주디 (내털리 우드)
- 컬러 퍼플 (KBS) - 소피아(오프라 윈프리)
- 케이프 피어 (KBS) - 대니얼 (줄리엣 루이스)
- 퀴즈 쇼 (KBS) - 산드라(미라 소비노) / 스템펠의 아들(조셉 블레어)
- 크림슨 리버 (SBS) - 파니 (나디아 파레스)
- 타이타닉 (KBS) - 로즈 도슨 (케이트 윈즐릿)
- 타임 투 킬 (KBS) - 칼라 (애슐리 저드)
- 파워 오브 원 (KBS) - 꼬마 P.K (가이 위처)
- 포이즌 아이비 (SBS)
- 폴리스 스토리 3 (SBS) - 소화 (양자경)
- 플래시댄스 (99년 더빙판/MBC) - 알렉스 (제니퍼 빌스)
- 프라이멀 피어 (KBS) - 쟈넷 베너블(로라 리니)
- 피아노 (SBS) - 플로라 (애나 파킨)
- 해커즈 (MBC) - 케이트 리비 (안젤리나 졸리)
- 화이트 도그 (KBS) - 줄리 (크리스티 맥니콜)
- 희극지왕 (SBS) - 유표표 (장바이즈)
- 히트 (MBC) - 저스틴(다이앤 베노라)
- SAS 특공대 (KBS) - 방송 앵커(안나 포드)
- 7인의 독수리 (KBS)

복귀 후
- 가면라이더 위자드(대원방송) - 마리(코요미) 2015.1.1
- 가면라이더 위자드&포제 MOVIE 대전 얼티메이텀 : 악마의 부활(대원방송) - 마리(코요미) 2015.2.6
- 가면라이더 위자드 IN MAGIC LAND(대원방송) - 마리(코요미) 2015.2.12
- 와즈다(KBS) - 압둘라(압둘라만 알 고하니) 2015.2.19
- 오즈: 그레이트 앤드 파워풀(KBS) - 시오도라(밀라 쿠니스) 2015.5.4
- 패딩턴(KBS) - 밀리센트(니콜 키드먼) 2015.9.28
- 미션 임파서블: 로그네이션(KBS) - 일사(레베카 퍼거슨)[5] 2017.1.30
- 수퍼 소닉(극장 개봉) - 매디(티카 섬프터) 2020.2.12
- 뮬란 - 뮬란의 엄마(조가영) 2020
- 수퍼 소닉 2(극장 개봉) - 매디(티카 섬프터) 2022

### 게임
- 괴리성 밀리언아서 - 이계형 소랑, 페리도트, 멸염형 페리도트
- 미소녀닌자 모험기 2 - 히나
- 슈퍼 판타지 워 (넥슨) - 이안, 니르바나, 레나, 일렉트라
- 신세기 에반게리온 강철의 걸프렌드 - 카츠라기 미사토
- 안젤리크 스페셜 - 디아
- 용기전승 2 - 피나 밀피유
- 음양사 - 카구라
- 창세기전3 - 얀 지슈카
- 천애명월도 - 플레이어 (여자 캐릭터)
- 파랜드 택틱스 3 - 쉬엔카
- 파이널판타지14 - 요츠유

### 방송
- TV캠프 우리누리(KBS2)
- 여자가 좋다 (TJB) - 내레이션
- SBS 인기가요(SBS) - 라라(나중)
- 동네방네(삼척MBC)

복귀 후
- 정재헌의 호락호락(인터넷방송) - 9회 게스트
- 접속! 애니월드(SBS) - 내레이션, 웹툰 소개 코너 여자 역할 등

### 라디오
- EBS 라디오 문학관 - 사랑 손님과 어머니 (EBS) - 옥희
- EBS 라디오 문학관 - 난장이가 쏘아올린 작은 공 (EBS) - 영희
- 환타지 특급 - 복제인간 클론 (KBS)
- 환타지 특급 - 데로드 앤드 데블랑 (KBS) - 에라브레
- 만화열전 - 열혈강호 (MBC) - 담화린
- 만화열전 - 레드문 (MBC) - 루나레나

복귀 후
- 라디오 극장 - 오즈의 의류 수거함 (KBS) - 도로시 2015.01.01~2015.01.31
- KBS 무대 - 봄 재규어 키스 (KBS) - 강후란 2015.02.28
- KBS 무대 - 기적 소리 (KBS) - 강효란 2015.08.15
- 라디오 극장 - 선암여고 탐정단(KBS) - 해설 2015.09.01~2015.09.30
- KBS 무대 - 울 아빠는 아이돌 (KBS) - 봉봉일 2015.12.05
- KBS 무대 - 사생결단, 미스 김 사건 (KBS) - 미스 김 2016.01.09
- 라디오 극장 - 가시고백(KBS) - 허지란 2016.03.01~2015.03.31
- KBS 무대 - 위험한 아이 (KBS) - 인희 2016.06.18

### 인터넷
- 가을동화 - 윤은서
- 레인보우 살인사건 - 반재희

### 교육
- I&I Reading Club(튼튼영어)

### 나레이션
- 생로병사의 비밀(KBS1) - 2017년 2월 8일 ~ 현재

## 같이 보기
- 한국방송 성우극회